# Cantharis rifensis
Cantharis rifensis es una especie de coleóptero de la familia Cantharidae.

## Distribución geográfica
Habita en Marruecos.